# Mont Belvieu
Mont Belvieu é uma cidade localizada no estado norte-americano do Texas, no Condado de Chambers e Condado de Liberty.

## Demografia
Segundo o censo norte-americano de 2000, a sua população era de 2324 habitantes.
Em 2006, foi estimada uma população de 2603, um aumento de 279 (12.0%).

## Geografia
De acordo com o United States Census Bureau tem uma área de
38,5 km², dos quais 37,6 km² cobertos por terra e 0,9 km² cobertos por água.

## Localidades na vizinhança
O diagrama seguinte representa as localidades num raio de 20 km ao redor de Mont Belvieu.